# Progebiophilus bakeri
Progebiophilus bakeri är en kräftdjursart som först beskrevs av Hale1929.  Progebiophilus bakeri ingår i släktet Progebiophilus och familjen Bopyridae. Inga underarter finns listade i Catalogue of Life.